# Road
Road fue una banda de rock estadounidense de principios de los años 1970, formada por el bajista Noel Redding después de la separación de The Jimi Hendrix Experience, e integrada por el baterista Leslie Sampson y el guitarrista Rod Richards. Igual que su banda predecesora, Road tuvo una muy corta existencia, durando sólo dos años y con un único disco en su haber, sin embargo, a diferencia de Jimi Hendrix Experience, Road exploró terrenos todavía más pesados en la música, siendo una de las primeras bandas de la historia en incursionar en el heavy metal, aunque por supuesto muy arraigados con la corriente psicodélica y el blues combinado con el sonido distorsionado y el wah-wah propios de The Jimi Hendrix Experience, con una atmósfera densa y ocasionalmente oscura semejante a Black Sabbath. La banda se disolvió en 1972 luego de haber publicado en ese mismo año su disco homónimo Road.
Después de la separación de Road, Noel y Leslie Sampson formaron la banda de folk rock Noel Redding Band, mientras que Rod Richards inició una carrera en solitario.

## Integrantes
- Noel Redding - Bajo, Voz (1970-1972)
- Rod Richards - Guitarra, Voz (1970-1972)
- Leslie Sampson - Batería, Voz (1970-1972)

## Discografía
- Road (1972)